# Sam Waterston
Samuel Atkinson Waterston (Cambridge, 15 de noviembre de 1940) es un actor estadounidense   reconocido por su larga trayectoria en teatro, televisión y cine. Ha recibido numerosos premios en su extensa carrera actoral. Hijo de Alice y George Waterson, Sam creció en su natal Cambridge, en el estado de Massachusetts, donde estudió en la Brooks School. Graduado de la prestigiosa Universidad de Yale, Sam siempre estuvo interesado en la actuación, por lo que también estudió en la Clinton Playhouse, en la Sorbonne, de París y en el American Actors Workshop.
Inició su carrera en el teatro, trabajando en obras treatales clásicas principalmente de Shakespeare.
En la década de los años 60 y 70, Sam participó en películas como Norma Jean (1966), Generación rebelde (1969), Savages (1972), El Gran Gatsby (1974), Vida sin barreras (1975), Capricornio Uno (1977), Interiores (1978), entre varias más. En la siguiente década, el actor personificó al corresponsal de guerra Sydney Schanberg en la galardonada película Los gritos del silencio (1984), que le valió una nominación al Oscar a mejor actor. En los años 90, el actor desarrollo una sólida trayectoria en televisión, en series como The Civil War (1990),  I'll Fly Away (1991) y, en especial, Law & Order (1994-2010 y 2020-2024), en el papel de Jack McCoy, a lo largo de 20 años y 405 episodios, y al directivo de una cadena de televisión en The Newsroom.
En 2015 comenzó a actuar en el papel de Sol Bergstein en la serie de Netflix Grace & Frankie. 
En la actualidad es miembro de la junta directiva de Oceana, la mayor organización internacional centrada exclusivamente en la conservación de los océanos, la protección de los ecosistemas marinos y las especies marinas amenazadas.

## Filmografía
| - The Plastic Dome of Norma Jean (1965) - Andy - Fitzwilly (1967) - Oliver - Generation (1969) - Desmond - Three (1969) - Taylor - Cover Me Babe (1970) - Camarógrafo - Who Killed Mary What's 'Er Name? (1971) - Alex - Mahoney's Estate (1972) - Felix - Savages (1972) - James, el hombre que cojea - The Great Gatsby (1974) - Nick Carraway - Rancho Deluxe (1975) - Cecil Colson - Journey into Fear (1975) - Mr. Graham - Sweet Revenge (1976) - Le Clerq - Capricorn One (1978) - Teniente coronel Peter Willis - Interiors (1978) - Mike - Eagle's Wing (1979) - Toro Blanco - Sweet William (1980) - William - Hopscotch (1980) - Joe Cutter - La puerta del cielo (1980) - Frank Canton - Oppenheimer (1982) - J. Robert Oppenheimer - Q.E.D. (1982) Profesor Quentin Everett Deverill - The Killing Fields (1984) - Sydney Schanberg - The Boy Who Loved Trolls (1984) - Ofoeti | - Warning Sign (1985) - Cal Morse - Hannah and Her Sisters (1986) - David (cameo) - Just Between Friends (1986) - Harry Crandall - Flagrant désir (1986) - Gerry Morrison - Cuentos asombrosos - Cámara... ¡Acción! (1986) - Devil's Paradise (1987) - Mr. Jones - September (1987) - Peter - Lincoln (1988) - Abraham Lincoln - Welcome Home (1989) - Woody - Crimes and Misdemeanors (1989) - Ben - A Captive in the Land (1990) - Royce - Mindwalk (1990) - Jack Edwards - The Man in the Moon (1991) - Matthew Trant - Serial Mom (1994) - Eugene Sutphin, D.D.S. - The Enemy Within (1994) - Presidente William Foster - The Journey of August King (1995) - Mooney Wright, productor - Nixon (1995) - Richard Helms (escenas eliminadas) - The Proprietor (1996) - Harry Bancroft - Shadow Conspiracy (1997) - El Presidente - The Matthew Shepard Story (2002) - Dennis Shepard - Le Divorce (2003) - Chester Walker - The Commission (2003) - J. Lee Rankin - The Newsroom (2012) - Charlie Skinner - Grace & Frankie (2015-Act.) - Sol Bergstein - On the Basis of Sex (2018) - Erwin Griswold |

## Premios y distinciones
Premios Óscar
| Año  | Categoría   | Película           | Resultado |
| ---- | ----------- | ------------------ | --------- |
| 1985 | Mejor actor | The Killing Fields | Nominado  |

Premios Primetime Emmy
Nominado: 2000 - Mejor actor en serie dramática, "Law & Order"

Nominado: 1999 - Mejor actor en serie dramática, "Law & Order"

Nominado: 1998 - Mejor actor en serie dramática, "Law & Order"

Ganador: 1996 - Mejor serie informativa, "Lost Civilizations"

Nominado: 1994 - Mejor actor - Miniserie o telefilme, "I'll Fly Away: Then and Now"

Nominado: 1993 - Mejor actor en serie dramática, "I'll Fly Away"

Nominado: 1992 - Mejor actor en serie dramática, "I'll Fly Away"

Nominado: 1974 - Mejor actor de reparto, "The Glass Menagerie"
Globos de Oro
Nominado: 1995 - Mejor actor en serie de televisión - Drama, "Law & Order"

Ganador: 1993 - Mejor actor en serie de televisión - Drama, "I'll Fly Away"

Nominado: 1992 - Mejor actor en serie de televisión - Drama, "I'll Fly Away"

Nominado: 1985 - Mejor actor - Drama, "The Killing Fields"

Nominado: 1983 - Mejor actor - Miniserie o telefilme, "Oppenheimer"

Nominado: 1975 - Mejor actor de reparto, "The Great Gatsby"

Nominado: 1975 - Nueva estrella del año - Actor, "The Great Gatsby"
Premios del Sindicato de Actores
Nominado: 2004 - Mejor reparto en serie dramática, "Law & Order"

Nominado: 2002 - Mejor reparto en serie dramática, "Law & Order"

Nominado: 2001 - Mejor reparto en serie dramática, "Law & Order"

Nominado: 2000 - Mejor reparto en serie dramática, "Law & Order"

Ganador: 1999 - Mejor actor en serie dramática, "Law & Order"

Nominado: 1999 - Mejor reparto en serie dramática, "Law & Order"

Nominado: 1999 - Mejor actor en serie dramática, "Law & Order"

Nominado: 1998 - Mejor reparto en serie dramática, "Law & Order"

Nominado: 1997 - Mejor reparto en serie dramática, "Law & Order"